# Affaire du Samusocial
L'affaire du Samusocial est un scandale politico-financier bruxellois qui éclate le 31 mai 2017.
Yvan Mayeur, le bourgmestre de la Ville de Bruxelles en Belgique, présente sa démission le 8 juin. Le 12 juin, le parquet de Bruxelles exécute des perquisitions dans les bureaux du Samusocial et du Centre public d'action sociale (CPAS) de Bruxelles. Le Samusocial se constitue partie civile contre Pascale Peraïta, présidente du CPAS de Bruxelles, et Yvan Mayeur, bourgmestre.

## Le Samusocial de Bruxelles
Le Samusocial de Bruxelles est une association sans but lucratif créée en 1999 par Alain Hutchinson et Yvan Mayeur (PS), hommes politiques bruxellois, et des personnes du secteur privé. Cet organisme, membre de Samusocial International, soutient les sans-abri de la ville en leur offrant notamment une aide d'urgence.
En 2015, 98,4 % des rentrées financières du Samusocial de Bruxelles proviennent de subsides des différents pouvoirs publics, dont 10 millions d'euros de la Commission communautaire commune.

## Chronologie de l'affaire

### Un premier scandale en 2013
En 1999, Pascale Peraïta prend la direction du Samusocial nouvellement créé à l'initiative notamment d'Yvan Mayeur, alors président du CPAS de la Ville de Bruxelles.
En octobre 2013, un rapport de l'inspection des Finances pointe de graves manquements dans la comptabilité de l'ASBL, un manque général de transparence des factures (elles ne donnent pas le détail des prestations) mais aussi un voyage à 4600 euros pour 30 personnes à Alicante, en Espagne. Sur ce point, l'entourage d'Yvan Mayeur confie dans Sudpresse qu'il s'agit de l'annuelle "mise au vert pour faire un débriefing" organisé et "assumé" par le président du Samusocial Yvan Mayeur, par ailleurs ami de longue date de Pascale Peraïta.
L'Inspecteur relève aussi un non-respect de la loi sur les marchés publics et surtout l'octroi, hors salaire, de primes de 33.000 euros sur un an à Pascale Peraïta pour "horaires décalés". La polémique s'attarde finalement sur le salaire de la directrice: 192.705 euros bruts par an. Quinze jours plus tard, on apprend que celle-ci occupe un logement du CPAS de Bruxelles. Le loyer: autour de 1.190 euros, charges et parking compris. "Une pratique courante", avait alors défendu Yvan Mayeur.  "Ce n'est pas un logement social. Le CPAS est propriétaire d'immeubles dans toute la ville, qui sont loués au prix du marché. Ils sont accessibles à tous. Il y a juste des règles de priorité pour les Bruxellois qui travaillent dans des institutions de la ville (...) Mais ce n'est pas un avantage social", avait-il expliqué au Soir .
Pascale Peraïta, directrice du Samusocial, est proposée pour devenir présidente du CPAS de la Ville de Bruxelles (et ainsi succéder à Yvan Mayeur), et son salaire est publié dans la presse : elle s'octroie près de 200.000 euros bruts par an pour diriger le Samusocial. On apprend également qu'elle habite un appartement dans un bâtiment appartenant au CPAS de la Ville de Bruxelles, alors présidé par Yvan Mayeur. Pascale Peraïta y réside et partage à cette époque la vie de Stefan Verschuere. Le bâtiment est l'ancienne savonnerie Heymans, rue d'Anderlecht, à deux pas du siège du Samusocial. Et entre le domicile privé et le lieu de travail, les liens sont ténus .
Avant la controverse des rémunérations, Pascale Peraïta, " cumularde émérite, a déjà été épinglée en 2013, pour avoir bénéficié d’un logement du CPAS" .
En décembre 2013, elle devient néanmoins présidente du CPAS et quitte la direction du Samusocial à la suite de la polémique sur son salaire et son logement. Elle continue cependant de siéger au conseil d'administration de l'ASBL (au même titre que d'autres présidents de CPAS bruxellois).
Pascale Peraita à la tête du CPAS de Bruxelles ne fait pas l'unanimité mais pour Yvan Mayeur, bourgmestre de Bruxelles, sa connaissance du terrain l’impose à la présidence du CPAS .
Administratrice multiple, elle cumule douze mandats rémunérés en 2014, sept en 2015, dont les hôpitaux IRIS, ou le CHU Saint-Pierre...

### Révélations
Avril 2017, le député Ecolo Alain Maron apprend que Pascale Peraïta est devenue administratice-déléguée du Samusocial, un poste à responsabilité rémunéré par jetons de présence alors que l'ASBL possède déjà deux co-directeurs et un directeur financier.
Le 31 mai 2017, le député bruxellois Alain Maron (Ecolo) interpelle en commission des Affaires sociales les ministres Céline Fremault (cdH) et Pascal Smet (sp.a) sur le manque de transparence concernant la rémunération de membres du conseil d'administration de l'ASBL. Selon Alain Maron, une personne comme Pascale Peraïta (PS) siège au CA du Samusocial en qualité de présidente du CPAS de Bruxelles et ne devrait dès lors pas toucher de rémunération du Samusocial.
Le lendemain, sous la pression médiatique, les responsables du Samusocial finissent par s'expliquer sur les jetons de présence attribués aux membres du CA et du bureau. C'est ainsi qu'en 2016, près de 60 000 euros sont consacrés à la rémunération des administrateurs.
Le 2 juin, Pascale Peraïta annonce par communiqué qu'elle quitte le bureau du Samusocial. Selon elle, les administrateurs sont rétribués sur fonds propres ou via des dons privés. Ces rémunérations ne seraient pas excessives en regard du travail accompli.
Lors du conseil communal du 6 juin, Peraïta affirme cependant que ces émoluments consistent en des « dons permanents » et que les membres du bureau n'ont pas systématiquement rédigé de procès-verbaux de réunions. Le lendemain, la presse révèle que l'avocat du Samusocial, le bureau d'avocats de Marc Uyttendaele, a adressé une lettre au gouvernement bruxellois, indiquant que ce dernier n'a pas le droit d'enquêter sur les jetons de présence d'une ASBL de droit privé. Ces dernières révélations poussent le Parlement bruxellois à la création d'une commission d'enquête parlementaire déjà demandée par les partis de l'opposition Ecolo et Groen.

### Démission du bourgmestre de Bruxelles
Le 8 juin, le bourgmestre de Bruxelles Yvan Mayeur convoque les membres de la majorité communale (PS-MR-sp.a-Open VLD) pour les informer de sa démission. Le même jour, Pascale Peraïta démissionne de la présidence du CPAS bruxellois.
Après l'annonce du départ d'Yvan Mayeur, de vives tensions surgissent au sujet de la répartition des rôles au sein du collège des bourgmestre et échevins. Les socialistes flamands du sp.a finissent par quitter la majorité. Finalement, l'échevin des Finances et du Tourisme Philippe Close (PS) est appelé à succéder à Yvan Mayeur lors du conseil communal du 26 juin.

### Mise en place d'une commission d'enquête parlementaire
L'ordonnance du 16 juin 2017 relative aux enquêtes parlementaires permet à l'Assemblée réunie de la Commission communautaire commune de mettre en place une commission d'enquête parlementaire sur l'affaire du Samusocial.

#### Composition
La commission d'enquête parlementaire est installée le 20 juin, sous la présidence du libéral néerlandophone Stefan Cornelis. Les représentants du CD&V, de la N-VA, du PTB et du Vlaams Belang sont membres avec voix consultative.
| Partis        | Députés                     | Suppléants               |
| ------------- | --------------------------- | ------------------------ |
| Open VLD      | Stefan Cornelis (président) | Carla Dejonghe           |
| PS            | Ridouane Chahid             | Emin Ozkara              |
| PS            | Caroline Désir              | Emin Ozkara              |
| PS            | Nadia El Yousfi             | Emin Ozkara              |
| PS            | Véronique Jamoulle          | Emin Ozkara              |
| PS            | Simone Susskind             | Emin Ozkara              |
| MR            | Olivier de Clippele         | Françoise Bertieaux      |
| MR            | Vincent De Wolf             | Françoise Bertieaux      |
| MR            | Viviane Teitelbaum          | Françoise Bertieaux      |
| DéFI          | Emmanuel De Bock            | Marc Loewenstein         |
| DéFI          | Michel Colson               | Marc Loewenstein         |
| cdH           | Benoît Cerexhe              | André du Bus de Warnaffe |
| Ecolo         | Alain Maron                 | Zoé Genot                |
| Groen         | Arnaud Verstraete           | Annemie Maes             |
| sp.a          | Hannelore Goeman            | Jef Van Damme            |
| CD&V          | Paul Delva                  |                          |
| N-VA          | Liesbet Dhaene              | Cieltje Van Achter       |
| PTB           | Mathilde El Bakri           | Michaël Verbauwhede      |
| Vlaams Belang | Dominiek Lootens            |                          |

### Intimidations
Dans un mail envoyé le 25 mai, Michel Degueldre, le président du conseil d'administration du Samusocial, demande à plusieurs de ses collaborateurs de mener « une recherche approfondie sur la vie, les études, habitudes, convictions, amis, familles des deux vedettes journalistiques du magazine Le Vif et de la RTBF et du député Ecolo » et considère que « l'époque des “gentils” est terminée,. »
Interrogé par la commission d'enquête parlementaire le 19 juillet, Michel Degueldre explique sa démarche, qu'il regrette, par un « coup de sang ».

## Réactions de la classe politique et de la société civile
Selon Martin Conway, historien britannique expert de la culture politique belge, le Samusocial est une de ces institutions qui servent aussi à récompenser les courtisans des personnalités politiques, et le comportement d'Yvan Mayeur, plus exagéré que celui de ses prédécesseurs, s'inscrit dans les lois belges du favoritisme. Pour Kristof Titeca, politologue africaniste à l'université d'Anvers, la complexité institutionnelle de la Belgique est à l'origine de la succession de scandales politico-financiers du pays, une situation qu'il analyse à la lumière de L'Afrique est partie ! Du désordre comme instrument politique de Patrick Chabal et Jean-Pascal Daloz.
En séance plénière de la Chambre, le 8 juin, les représentants de huit partis se sont succédé pour exprimer leur indignation face à ces pratiques, la plupart d'entre eux attaquant frontalement le Parti socialiste dans leur intervention,. De son côté, le Premier ministre Charles Michel annonce une enquête de l'Inspection des Finances sur l'utilisation des subsides accordés par les autorités fédérales au Samusocial :

« Chaque euro consacré à la lutte contre la pauvreté doit aller à cette dernière et à rien d'autre. La position doit être très claire. (...) Lorsqu'une structure, que ce soit une ASBL, une intercommunale, une société coopérative – peu importe la forme juridique –, est financée massivement par de l'argent public, il n'y a pas le moindre doute, il n'y a pas de place pour l'opacité, la transparence doit être totale. Il n'y a pas de loi à écrire à ce sujet. »

— Charles Michel, en séance plénière de la Chambre, le 8 juin 2017.
À la suite des affaires Publifin et du Samusocial, Benoît Lutgen, président du centre démocrate humaniste (cdH), rompt le 19 juin les coalitions régionales et communautaire entre le Centre démocrate humaniste et le Parti socialiste,.

## Licenciement pour faute grave, sans indemnité
Le 19 octobre 2017, le conseil d'administration du Samusocial a décidé de licencier Pascale Peraïta pour faute grave, sans indemnités, au motif d'abus de biens sociaux.
Le 20 mars 2018, Pascale Peraïta réclame une indemnité de licenciement de 280.000 euros pour "licenciement fautif".
Le 21 février 2018, la Commission d'enquête, dans son rapport, dénonce notamment une gestion lacunaire de l'ASBL, non proportionnée à la taille de cet outil d'hébergement et d'aide aux sans abri, et une logique de conflits d'intérêts dans le chef de ses chevilles ouvrières, Yvan Mayeur et Pascale Peraïta, ayant des responsabilités à la Ville. Parmi trente recommandations, l'une est le remboursement des jetons de présence touchés par les 12 administrateurs. Un montant total de 346.300 euros doit donc être remboursé, dont 113.000 euros par Pascale Peraïta et 112.000 euros par Yvan Mayeur,.

## Affaire Poverello
Le 8 décembre 2021, une affaire similaire fait grand bruit. Des journalistes (RTBF, Knack et Le Vif) montrent que l'ASBL Poverello d'aide aux personnes sans abri dispose d'une réserve liquide de 14 millions d'euros, et d'un empire immobilier (de plus de 50 millions d'euros), mais que ces millions d’euros accumulés ne sont que très rarement utilisés dans le but d’aider réellement les pauvres. Au bout d’un travail acharné d’une durée de 6 mois, ils mettent en lumière des réalités cachées : conflits d’intérêts, exploitation économique et abus de biens sociaux,,,.

## Situation en 2022
En mai 2022, cinq ans après le scandale, la RTBF demande où en est le Samusocial et où en sont les procédures judiciaires en cours et les dédommagements : L'instruction est terminée. Le dossier est en 2022 entre les mains du parquet de Bruxelles qui doit requérir un renvoi ou non devant le tribunal correctionnel.